# Omar Fraile
Fraile em 2015
Omar Fraile Matarranza (nascido em 17 de julho de 1990) é um ciclista profissional espanhol que atualmente (2013–) compete para a equipe Astana Pro Team.